# Reino da Lotaríngia

Lotaríngia foi uma região histórica e um política da Alta Idade Média que existiu durante o final da era carolíngia e início da era otoniana, do meio do século IX ao meio do século X. Foi estabelecida em 855 pelo Tratado de Prüm, como um reino distinto dentro do Império Carolíngio, mas foi abolida já em 869-870, quando foi dividida pelo Tratado de Meerssen. Foi reunificada territorialmente em 880 pelo Tratado de Ribemont e restabelecida como reino de 895 a 900. A partir de 903, foi organizada como um ducado, que existiu até 959, quando foi dividida em dois ducados distintos: a Alta Lorena (metade sul) e a Baixa Lorena (metade norte). O nome regional Lotaríngia significa, aproximadamente, "a terra de Lotário" e deriva do nome de seu primeiro governante, o rei Lotário II, que recebeu esse território como sua parte do Reino da Frância Média. A região compreendia a atual Lorena (França), Luxemburgo, partes da moderna Alemanha a oeste do Rio Reno, a maior parte da Bélgica e os Países Baixos.
A Lotaríngia resultou da divisão tripartite em 855 do reino da Frância Média, que por sua vez foi formado após a divisão tripla do Império Carolíngio pelo Tratado de Verdun de 843. O conflito entre a Frância Oriental e a Frância Ocidental pela Lotaríngia baseava-se no fato de que estas eram as antigas terras francas da Austrásia, portanto, sua posse era uma questão de grande prestígio como verdadeiro reclamante do legado imperial franco.

## Nome
A Lotaríngia era conhecida como regnum quondam Lotharii ou regnum Lotharii ("reino [outrora] de Lotário").
Seus habitantes eram conhecidos como Lotharii (de Lotharius), Lotharienses (de Lothariensis) ou Lotharingi (que dá os nomes modernos em neerlandês, alemão e luxemburguês para a província Lotharingen, Lothringen e Loutrengen, respectivamente). O último termo, formado com o sufixo germânico -ing, indicando relações ancestrais ou familiares, deu origem ao termo latino Lotharingia (do sufixo latino -ia, indicando um país) no século X.
Termos franceses posteriores, como "Lorena" e "Lotaríngia", derivam do termo latino.

## Frância Média, 843–855
Em 817, o imperador Luís, o Piedoso fez planos para a divisão do Império Carolíngio entre seus três filhos após sua morte. Não previsto em 817 era um herdeiro adicional além dos três filhos adultos de Luís. Um quarto filho, Carlos, o Calvo, nasceu da segunda esposa de Luís, Judite da Baviera, em 823. Quando Luís tentou em 833 redividir o império em benefício de Carlos, ele enfrentou a oposição de seus filhos adultos, Lotário I, Pepino e Luís. Seguiu-se uma década de guerra civil e alianças flutuantes, pontuada por breves períodos de paz.
Pepino morreu em 838, e Luís, o Piedoso, em 840. Os três irmãos restantes fizeram as pazes e dividiram o império com o Tratado de Verdun de 843. Lotário, como o mais velho, manteve o título imperial e recebeu uma longa faixa de territórios que se estendia do Mar do Norte ao sul da Itália. A lógica da divisão era que Lotário tinha a coroa do Reino da Itália, que havia sido seu sub-reino sob Luís, o Piedoso, e que, como imperador, ele deveria governar em Aachen, a capital do primeiro imperador carolíngio, Carlos Magno, e em Roma, a antiga capital dos imperadores. A Frância Média (em latim Francia media) incluía, portanto, todas as terras entre Aachen e Roma e, por vezes, foi chamada pelos historiadores de "eixo lotaríngio".

## Reino da Lotaríngia, 855–900
Em 855, quando Lotário I estava morrendo na Abadia de Prüm, ele dividiu seu reino entre seus três filhos com o Tratado de Prüm. Ao filho mais velho, Luís II, coube a Itália, com o título imperial. Ao mais jovem, Carlos, ainda menor de idade, coube a Provença. Ao filho do meio, Lotário II, couberam os territórios remanescentes ao norte da Provença, um reino que carecia de unidade étnica ou linguística.
Lotário II governou a partir de Aachen e não se aventurou fora de seu reino. Quando ele morreu em 869, Lotário II não deixou filhos legítimos, mas um filho ilegítimo - Hugo, Duque da Alsácia. Seus tios, o rei da Frância Oriental Luís, o Germânico e o da Frância Ocidental Carlos, o Calvo (que queriam governar toda a Lotaríngia) concordaram em dividir a Lotaríngia entre si com o Tratado de Meerssen de 870 - a metade ocidental foi para a Frância Ocidental e a metade oriental para a Frância Oriental. Assim, a Lotaríngia, como um reino unido, deixou de existir por alguns anos. Em 876, Carlos, o Calvo, invadiu a Lotaríngia oriental com a intenção de capturá-la, mas foi derrotado perto de Andernach pelo filho de Luís, Luís, o Jovem.
Em 879, Luís, o Jovem foi convidado por uma facção da nobreza da Frância Ocidental a suceder o rei Luís, o Gago, filho de Carlos, no trono da Frância Ocidental. Após uma breve guerra, os jovens filhos de Luís, o Gago, Carlomano II e Luís III, cederam a Lotaríngia ocidental a Luís. A fronteira entre os dois reinos foi estabelecida em Saint-Quentin em 880 pelo Tratado de Ribemont.
Em novembro de 887, Arnulfo da Caríntia convocou um conselho da nobreza da Frância Oriental para depor o imperador Carlos, o Gordo, que em 884 havia sucedido aos tronos de todos os reinos do Império. A aristocracia lotaríngia, numa tentativa de afirmar seu direito de eleger um soberano, juntou-se aos outros nobres da Frância Oriental em depor Carlos, o Gordo em 887 e eleger Arnulfo como seu rei. O governo de Arnulfo na Frância Oriental foi inicialmente contestado por Guido III de Espoleto, que se tornou rei da Itália, e por Rodolfo I da Borgonha, que foi eleito rei na metade sul da antiga Frância Média - a Alta Borgonha. Rodolfo pretendia tornar-se rei sobre todo o antigo reino de Lotário II, mas teve que se contentar com a Borgonha.
Arnulfo derrotou os vikings em 891 e os expulsou de seus assentamentos em Louvain. Em 895, ele nomeou seu filho ilegítimo Zuentibaldo como rei da Lotaríngia, que governou de forma semi-independente até ser deposto e morto por Reginaldo em 13 de agosto de 900. O reino então deixou de existir e tornou-se um ducado.

## Ducado da Lotaríngia, 900–959
O jovem rei da Frância Oriental Luís, a Criança nomeou Gebardo para ser o duque da Lotaríngia em 903. Seu título foi registrado em latim contemporâneo como dux regni quod a multis Hlotharii dicitur: "duque do reino que muitos chamam de Lotário". Ele morreu em 910 lutando contra invasores húngaros.

Quando o não-carolíngio Conrado I foi eleito rei da Frância Oriental em 911, os nobres lotaríngios sob o novo duque Reginaldo votaram para anexar seu ducado à Frância Ocidental, ainda governada pela dinastia carolíngia. Em 915, Carlos, o Simples o recompensou concedendo-lhe o título de margrave. Reginaldo foi sucedido por seu filho Gilberto, que usou o título dux Lotharingiae: "duque da Lotaríngia".

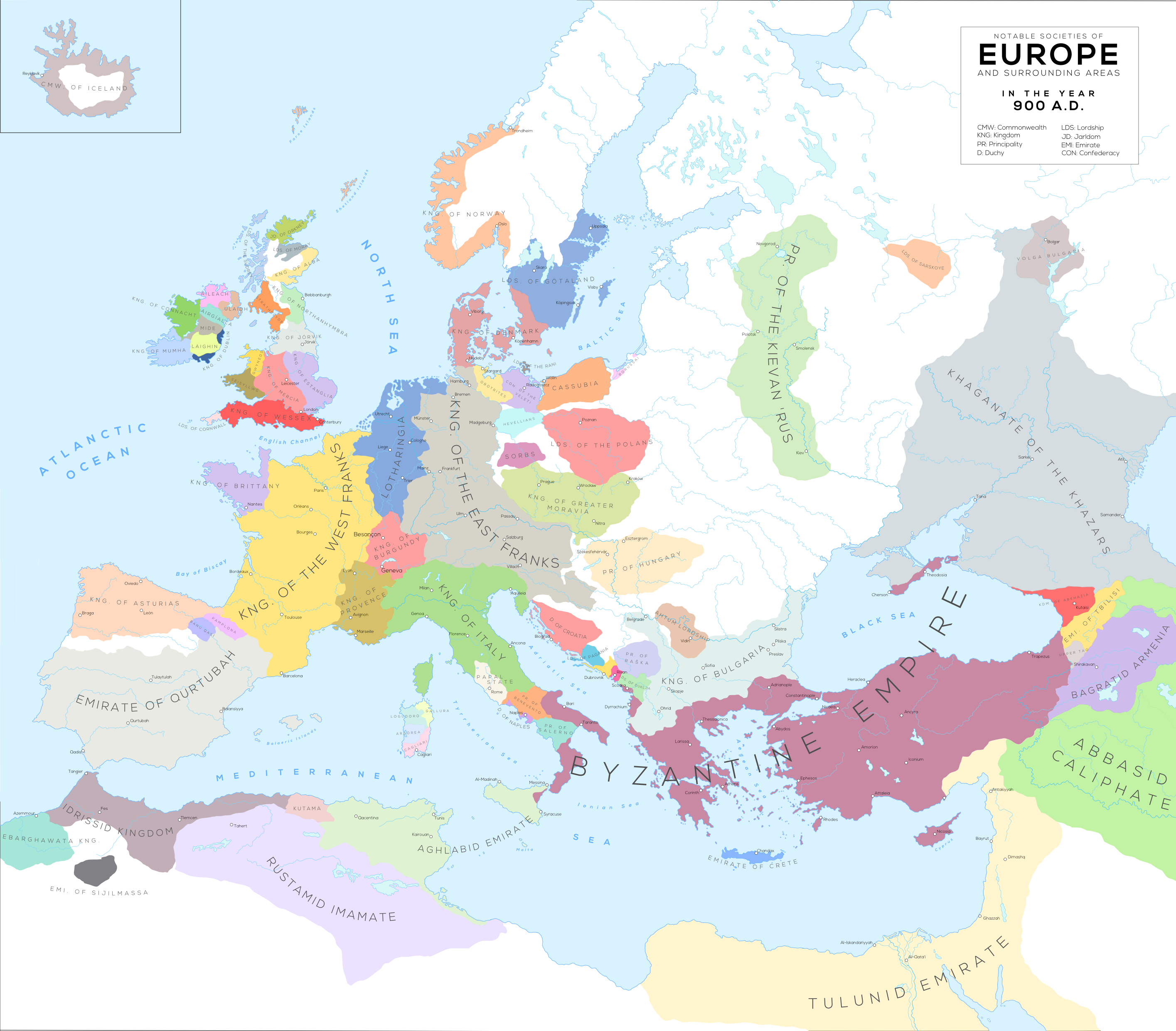
Europa em 900, mostrando a Lotaríngia e seus vizinhos

Quando os francos ocidentais depuseram Carlos em 922, ele permaneceu rei na Lotaríngia, de onde tentou reconquistar seu reino em 923. Ele foi capturado e preso por Heriberto II de Vermandois até sua morte em 929. Em 923, o rei Henrique, o Passarinheiro da Frância Oriental aproveitou essa oportunidade e invadiu a Lotaríngia (incluindo a Alsácia). Em 925, os lotaríngios sob Gilberto elegeram Henrique, o Passarinheiro, como seu rei. Em 930, a lealdade de Gilberto foi recompensada e ele recebeu a prestigiosa mão da filha de Henrique, Gerberga, em casamento.
Com a morte de Henrique em 936, Gilberto se rebelou e tentou trocar a lealdade lotaríngia para os francos ocidentais, já que seu rei Rodolfo era fraco e interferiria menos nos assuntos locais. Em 939, o filho e sucessor de Henrique, Otão I, invadiu a Lotaríngia e, na Batalha de Andernach, derrotou Gilberto, que se afogou tentando fugir através do Reno.
Os duques da Lotaríngia foram, a partir de então, nomeados pelo rei. Henrique I da Baviera foi duque por dois anos, seguido em 941 pelo duque Otão, que, em 944, foi sucedido por Conrado. A Lotaríngia foi transformada em um ducado tribal menor, cujos duques tinham um voto nas eleições reais. Enquanto os outros ducados tribais tinham identidades tribais ou históricas, a identidade da Lotaríngia era puramente política.
O rei Luís IV da Frância Ocidental tentou manter uma reivindicação sobre a Lotaríngia casando-se com a viúva de Gilberto e irmã de Otão, Gerberga. Por sua vez, Otão I aceitou homenagem de Hugo, o Grande e Herberto II de Vermandois da Frância Ocidental em Attigny em 942. O fraco Luís IV não teve escolha a não ser concordar com a contínua suserania de Otão sobre a Lotaríngia. Em 944, a Frância Ocidental invadiu a Lotaríngia, mas recuou após Otão I responder com a mobilização de um grande exército sob Herman I da Suábia.

Divisão da Lotaríngia em 959
Azul: Alsácia, cedida ao Ducado da Suábia em 925
Laranja: Alta Lorena após 928
Verde: Baixa Lorena após 977
Roxo: Fronteiras estatais atuais

## Partição de 959 e história posterior
Em 953, o duque Conrado rebelou-se contra Otão I e foi removido do poder e substituído pelo irmão de Otão, Bruno, o Grande, que finalmente pacificou a Lotaríngia em 959, dividindo-a em Lotharingia superior (Alta Lorena ou Lorena do Sul) sob Frederico I, e Lotharingia inferior (Baixa Lorena, Lorena Inferior ou Lorena do Norte) sob Godofredo I.
Em 978, o rei Lotário da Frância Ocidental invadiu a região e capturou Aachen, mas Otão II contra-atacou e alcançou os muros de Paris. Em 980, Lotário renunciou aos seus direitos sobre a Lotaríngia.
Exceto por um breve período (1033–44, sob Gothelo I), a divisão nunca foi revertida, e os margraves logo elevaram seus feudos separados a ducados. No século XII, a autoridade ducal na Baixa Lorena (ou Lorena Inferior) fragmentou-se, causando a formação do Ducado de Limburgo e do Ducado de Brabante, cujos governantes mantiveram o título Duque de Lothier (derivado de "Lotaríngia"). Com o desaparecimento de uma Lorena "inferior", o ducado da Alta Lorena tornou-se a referência primária para "Lorena" dentro do Sacro Império Romano-Germânico.
Após séculos de invasões e ocupações francesas, a Lorena foi finalmente cedida à França no final da Guerra da Sucessão Polonesa (1737). Em 1766, o ducado foi herdado pela coroa francesa e tornou-se a Lorena. Em 1871, após a Guerra Franco-Prussiana, as porções setentrionais da Lorena foram fundidas com a Alsácia para se tornar a província de Alsácia-Lorena no Império Alemão, que se tornou território francês novamente após a Primeira Guerra Mundial. Hoje, a maior parte do lado francês da fronteira franco-alemã pertence à região do Grande Leste da França.